# Gary Sheerer
Gary Peter Sheerer (Berkeley, 18 febbraio 1947) è un ex pallanuotista statunitense, vincitore di una medaglia di bronzo a Monaco 1972.